# Galletas de avena

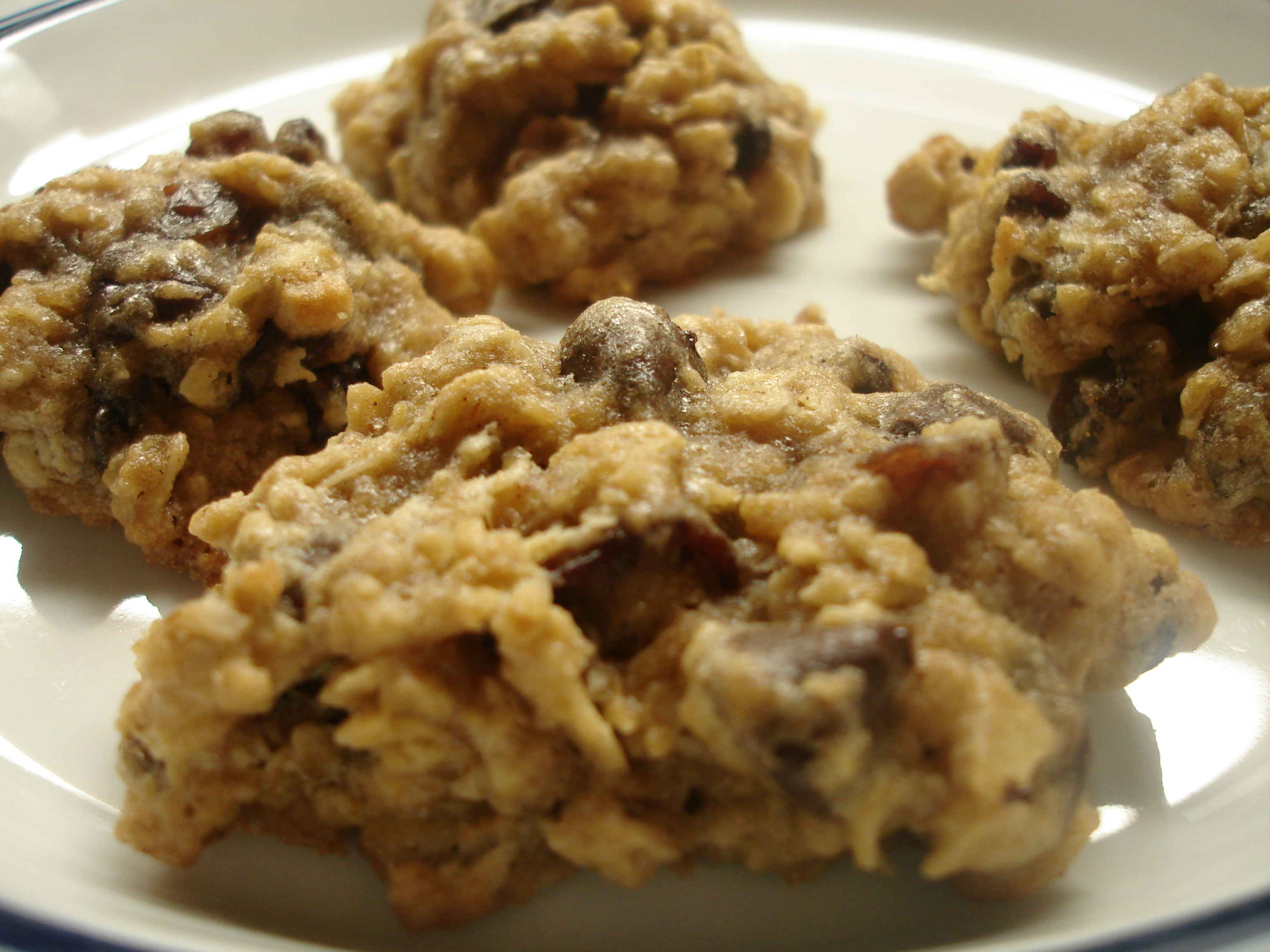
Galletas de avena con pasas.

Las galletas de avena son un tipo de galleta elaborado a base de la harina de trigo mezclada con el cereal de avena, tradicional en la repostería de varios países, dependiendo de sus variedades con otros ingredientes.

## Historia
Si bien las galletas de avena son una receta tradicional de varios países europeos, especialmente de Gran Bretaña, Europa Central y Escandinavia, se cree que el origen de la popularización de este tipo de galleta se remonta a Escocia durante el siglo XIX, donde la avena era consumida en platos de diversos tipos en forma masiva. Existió una pugna entre ingleses y escoceses por el consumo de este cereal: según un texto del escritor inglés Samuel Johnson, la avena era «un grano que en Inglaterra es dado a los caballos, pero que en Escocia sirve de apoyo a su gente», a lo que los escoceses respondieron que «Inglaterra es reconocida por sus excelentes caballos, mientras que Escocia por la excelencia de sus hombres». Esta anécdota es también utilizada para entender que en ciertas épocas y regiones del mundo, la avena era un alimento utilizado como forraje para animales de pastoreo y no para consumo humano. Asimismo, en un comienzo, los horneados de avena, por su alto contenido en fibra alimentaria, eran consumidos por campesinos y trabajadores de la clase obrera. Una vez que se comenzaron a popularizar las versiones de masas con avena endulzadas con azúcar y en presentaciones de menores dimensiones que un pan o una torta, como parte de una repostería más refinada, se extendió su consumo a todas las clases sociales de los países donde se originaron, siendo servidas en salones de té e incluso en otros espacios destinados a las élites.En 1896, se publicó en Massachusetts el libro The Boston Cooking-School Cook Book, escrito por Fannie Merritt Farmer, que incluye la primera receta documentada de galletas de avena con pasas.

## Variantes
- Las galletas de avena con pasas (Oatmeal raisin cookie en inglés), son una variante originaria de Escocia muy popularizada en los Estados Unidos.[5]
- Las galletas de avena con chispas de chocolate (oatmeal chocolate chip cookies), son otra variante popular en los países de la anglosfera.
- En Alemania, Austria y Suiza, los países de habla alemana, existen múltiples recetas de galletas de hojuelas de avena, llamadas Haferflockenkekse en alemán, horneadas especialmente durante las celebraciones religiosas a partir del tiempo de Adviento, siendo también vendidas en los mercados navideños como galletas de Navidad (Plätzchen) en cada una de las regiones donde son populares.[6]
- En Suecia hay una receta típica de galletas de avena aplanadas, similares a las alemanas, llamadas Havreflarn en sueco.[7]
- En Dinamarca la receta tradicional de galletas de avena lleva pecanas y son generalmente de tamaño más pequeño que las otras.
- Las Anzac biscuit son galletas originarias de Australia y Nueva Zelanda, cuyos elementos principales característicos son la avena y el coco rallado.
- En Finlandia, las Kauralastut son galletas de avena tradicionales de la repostería finlandesa, las cuales tienen una forma más aplanada que otras comúnmente horneadas.[8]